# Јован Степановић
Јован Степановић (Сврљиг, 7. јануар 1964) српски је универзитетски професор. Ректор је Универзитета у Нишу.

## Биографија
Рођен је 7. јануара 1964. у Сврљигу. Завршио је ОШ „Добрила Стамболић” Сврљиг, а потом Медицинску школу „Др Миленко Хаџић”. Године 1989. дипломирао је на Технолошком факултету у Лесковцу. Магистарску тезу је одбранио 1993, а докторску дисертацију 1997. на истом факултету. Једно време обављао је функцију декана Технолошког факултета. Радио је као професор у Бањој Луци, Травнику и Зрењанину. Поред бројних функција био је и председник Савета за статутарна питања Универзитета у Нишу, а обављао је и функцију проректора за научни рад и издавачку делатност Нишког универзитета.
Познат је у научним круговима јер је објавио преко 90 радова у међународним, регионалним и националним часописима и више од 150 на разним међународним и националним скуповима. Изабрани је ректор Универзитета у Нишу а на дужност је ступио 1. октобра 2024.